# Agazzano
Agazzano är en ort och kommun i provinsen Piacenza i regionen Emilia-Romagna i Italien. Kommunen hade 2 039 invånare (2018).